# Міллерсбург (Мічиган)
Міллерсбург (англ. Millersburg) — селище (англ. village) в США, в окрузі Преск-Айл штату Мічиган. Населення — 169 осіб (2020).

## Географія
Міллерсбург розташований за координатами 45°20′3″ пн. ш. 84°3′39″ зх. д. / 45.33417° пн. ш. 84.06083° зх. д. (45.334080, -84.060700).  За даними Бюро перепису населення США в 2010 році селище мало площу 2,57 км², з яких 2,57 км² — суходіл та 0,00 км² — водойми.

## Демографія
Згідно з переписом 2010 року, у селищі мешкало 206 осіб у 86 домогосподарствах у складі 54 родин. Густота населення становила 80 осіб/км².  Було 114 помешкання (44/км²).
Расовий склад населення:
| - 97,1 % — білих - 1,0 % — корінних американців |

До двох чи більше рас належало 1,9 %. Частка іспаномовних становила 2,4 % від усіх жителів.
За віковим діапазоном населення розподілялося таким чином: 28,6 % — особи молодші 18 років, 53,4 % — особи у віці 18—64 років, 18,0 % — особи у віці 65 років та старші. Медіана віку мешканця становила 38,2 року. На 100 осіб жіночої статі у селищі припадало 90,7 чоловіків;  на 100 жінок у віці від 18 років та старших — 90,9 чоловіків також старших 18 років.
Середній дохід на одне домашнє господарство  становив 39 099 доларів США (медіана — 30 682), а середній дохід на одну сім'ю — 49 147 доларів (медіана — 33 906). За межею бідності перебувало 20,9 % осіб, у тому числі 22,2 % дітей у віці до 18 років та 17,9 % осіб у віці 65 років та старших.
Цивільне працевлаштоване населення становило 38 осіб. Основні галузі зайнятості: роздрібна торгівля — 26,3 %, освіта, охорона здоров'я та соціальна допомога — 18,4 %, транспорт — 13,2 %, будівництво — 10,5 %.